# Liste der Kulturdenkmale in Pahlen
In der Liste der Kulturdenkmale in Pahlen sind alle Kulturdenkmale der schleswig-holsteinischen Gemeinde Pahlen (Kreis Dithmarschen) aufgelistet (Stand: 10. März 2025).

## Legende
In den Spalten befinden sich folgende Informationen:
- Objekt-ID: die Nummer des Kulturdenkmales
- Lage: die Adresse des Kulturdenkmales und die geographischen Koordinaten. Kartenansicht, um Koordinaten zu setzen. In der Kartenansicht sind Kulturdenkmale ohne Koordinaten mit einem roten Marker dargestellt und können in der Karte gesetzt werden. Kulturdenkmale ohne Bild sind mit einem blauen Marker gekennzeichnet, Kulturdenkmale mit Bild mit einem grünen Marker.
- Offizielle Bezeichnung: Bezeichnung des Kulturdenkmales
- Beschreibung: die Beschreibung des Kulturdenkmales
- Bild: ein Bild des Kulturdenkmales

## Sachgesamtheiten
| Objekt-ID      | Lage                                     | Offizielle Bezeichnung | Beschreibung | Bild            |
| -------------- | ---------------------------------------- | ---------------------- | --- | --------------- |
| 40553 Wikidata | Kirchweg 4 (54° 15′ 46″ N, 9° 17′ 44″ O) | Dankeskirche           | Aktualisierung vorgesehen - Begründung: geschichtlich, künstlerisch, städtebaulich, Kulturlandschaft prägend - Schutzumfang: Dankeskirche mit Ausstattung, Kirchengrundstück, Pastorat | Fotos hochladen |

## Bauliche Anlagen
| Objekt-ID     | Lage                                     | Offizielle Bezeichnung       | Beschreibung | Bild                             |
| ------------- | ---------------------------------------- | ---------------------------- | --- | -------------------------------- |
| 3515 Wikidata | Kirchweg 4 (54° 15′ 46″ N, 9° 17′ 44″ O) | Dankeskirche mit Ausstattung | Architekt: Landeskirchenbaumeister H. Schnittger, Kiel (siehe: Schleswig-Holsteinisches Jahrbuch. Bd. 17 (1927), S. 103). Alteintragung (Aktualisierung vorgesehen) - Begründung: geschichtlich, künstlerisch, städtebaulich - Schutzumfang: Dankeskirche mit Ausstattung, Kirchengrundstück - Denkmaltyp: Bauliche Anlage, Sachgesamtheit: Dankeskirche | weitere Fotos \| Fotos hochladen |
| 9812 Wikidata | Kirchweg 4 (54° 15′ 47″ N, 9° 17′ 43″ O) | Pastorat                     | Alteintragung (Aktualisierung vorgesehen) - Begründung: geschichtlich, künstlerisch, städtebaulich - Schutzumfang: Dankeskirche mit Ausstattung, Kirchengrundstück - Denkmaltyp: Bauliche Anlage, Sachgesamtheit: Dankeskirche | weitere Fotos \| Fotos hochladen |

## Quelle
- Liste der Kulturdenkmale in Schleswig-Holstein – Kreis Dithmarschen (PDF)